# Thailändische Badmintonmeisterschaft 1958
Die Thailändische Badmintonmeisterschaft 1958 fand in Bangkok statt. Es war die siebente Austragung der nationalen Meisterschaften von Thailand im Badminton.

## Titelträger
| Disziplin    | Sieger                                  |
| ------------ | --------------------------------------- |
| Herreneinzel | Thanoo Khadjadbhye                      |
| Dameneinzel  | Pratuang Pattabongse                    |
| Herrendoppel | Charoen Wattanasin Kamal Sudthivanich   |
| Damendoppel  | Pratuang Pattabongse Ramphai Slobol     |
| Mixed        | Thanoo Khadjadbhye Pratuang Pattabongse |